# Mein Nikifor
Mein Nikifor ist ein polnisches Filmdrama aus dem Jahre 2004.

## Handlung
Der Film erzählt die Geschichte des Malers Nikifor aus Krynica. Die Geschichte beginnt 1960 in Krynica, wo der Maler Marian Włosiński arbeitet. In dessen Atelier kommt der alte Mann Nikifor, packt sein Malzeug aus und beginnt zu malen. Nikifor lebt als einsamer alter Mann, der weder gemeldet ist noch einen Ausweis besitzt und nur seine naive Malerei kennt. Seinen Lebensunterhalt verdient er mit dem Verkauf seiner kleinen Bildchen. Włosiński beginnt sich für den alten Mann zu interessieren. Auch wenn Nikifor nicht sehr gesprächig ist und sich Włosiński nicht öffnet, freunden sie sich an. Das Bemühen um den alten Mann wird für Włosiński zur Obsession. Nikifor leidet an offener Tuberkulose. Włosiński riskiert durch das ständige Zusammensein mit dem Kranken, selbst angesteckt zu werden und damit auch die Gesundheit seiner jungen Familie. Włosińskis Frau Hanna hält das Leben mit Nikifor nicht mehr aus, verlässt mit den Kindern ihren Ehemann und zieht nach Krakau.
Jahre später, 1967, wird eine große Ausstellung mit den Bildern Nikifors in Warschau eröffnet. Nikifor gehört jetzt weltweit zu den wichtigsten naiven Malern; Włosiński vernachlässigt seine eigene Malerei und kümmert sich nur noch um den Erfolg Nikifors. Einige Monate nach dem Ausstellungserfolg liegt Nikifor im Sterben. Hanna kommt zurück zu Marian Włosiński in der Hoffnung, dass der Tod Nikifors vielleicht die Chance auf eine Wiedervereinigung der Familie gibt.

## Auszeichnungen
Der Film erhielt zahlreiche nationale und internationale Preise. 2005 gewann er das Internationale Filmfestival von Karlovy Vary. Krystyna Feldman erhielt außerdem auf dem Festival die Auszeichnung für die beste Schauspielerin und Krauze die Auszeichnung für den besten Regisseur. 2005 wurde der Film in den Kategorien Beste Hauptdarstellerin, Beste Kameraführung, Bester Schnitt, Bestes Szenenbild und Bester Ton mit dem Polnischen Filmpreis ausgezeichnet.